# Pition

Mapa de Tesalia en la época de la tercera guerra macedónica donde se aprecia la situación de la ciudad de Pition en las faldas del monte Olimpo, en el distrito de Perrabia.

Pition (en griego, Πύθοιον) es el nombre de una antigua ciudad griega de Tesalia.
Se encontraba en el distrito de Perrebia, en las proximidades de Dólice y Azorio, de tal manera que las tres ciudades formaban un conjunto político que era llamado Trípolis. Durante la Guerra romano-siria, fueron asoladas por un ejército de etolios al mando de Menipo en el año 191 a. C. También es citada en el marco de la tercera guerra macedónica: las tres ciudades se rindieron ante el ejército de Perseo de Macedonia en el año 171 a. C. aunque ese mismo año los romanos las reconquistaron.
Es mencionada también por Plutarco y Esteban de Bizancio, que mencionan el culto que se rendía en la ciudad a Apolo Pitio, además de por Claudio Ptolomeo.
Las tres ciudades acuñaron una moneda común con la inscripión «ΤΡΙΠΟΛΙΤΑΝ».
Se localiza en una colina situada al sur de la población actual que tiene su mismo nombre y que anteriormente se había llamado Selos.